# جيلما (شورتشي)
جيلما هي بلدة في مقاطعة شورتشي في ولاية صرخنداريا في أوزبكستان.